# Josep Maria Borrell Balsells
Josep Maria Borrell Balsells (Barcelona, 1966) és un director de cinema català, especialitzat en documentals i ficció.
Estudiant de Belles Arts i de formació autodidacta, ha treballat com a guionista i com a tècnic en moltes produccións abans de començar a dirigir. El 2001 fundà la productora Góndola Films, amb seu a Sevilla, on segueix amb la seva activitat de productor, guionista i realitzador en l'actualitat. El 1993 fou nominat al Goya al millor curtmetratge de ficció per Maldita suerte i al 1997 va rodar El Nacimiento de un Imperio, un multipremiat curt amb Jorge Sanz, Leonor Watling i Fernando Ramallo. El 1998 va rodar el seu primer llargmetratge a Almeria, El árbol del penitente, rodat al desert de Tabernas amb Elena Anaya, Javier Manrique i Alfredo Landa on narra una operació de contraban amb un to de comédia. El 2004 fou candidat al Goya al millor curtmetratge documental per El mundo es tuyo i posteriorment va gravar Las Alas del Fénix amb la intervenció de Javier Bardem entre d'altres. Posteriorment s'ha dedicat a dirigir diversos documentals arreu del món, majoritàriament pel World Bank a Africa, sudamerica i Asia. El 2008 va dirigir un documental sobre el dirigent rexista Léon Degrelle, La cara oculta de Léon Degrelle, sobre els col·laboracionistes nazis afincats a Espanya, amb el que va participar al Festival de Cinema de Sevilla. Ha treballat com a director de la segona unitat en la producció hispano-americana What About Love, amb Sharon Stone i Andy García al casting. També ha dirigit el multipremiat documental Una Luz en la Oscuridad sobre l'educació en països en vía de desaenvolupament. Entre molts altres documentals, va ser director de fotografía del curtmetratge de ficció The Prophecy of the Seeress gravat a Islandia per la productora Cassandra Films amb seu a New York.

## Filmografia
- Maldita suerte (curtmetratge, 1993)
- El nacimiento de un imperio (curtmetratge, 1998)
- El árbol del penitente (1998)
- El mundo es tuyo (2004)
- Las alas del Fénix (documental, 2005)
- In the hands of Lorenzo Quinn (2007)
- Don Juan de la Carlina. La cara oculta de Léon Degrelle(2008)
- Director creativo del programa de televisión de Jesús Quintero “Los Ratones Coloraos” (2008)
- “La transición Española” TVE (2009)
- “Los efectos del cambio climático en África” (2009-2010)
- Sirio, el naufragio de un sueño (documental, 2010)
- “Café de República Dominicana – Barahona” (Documental 2011)
- “EL Aprendizaje del Trial” (2011)
- The Prophecy of the Seeress (Curtmetratge, 2012)
- “Alfredo Roldan, pintor de sombras” (Documental 2013)
- "What About Love" (Llargmetratge 2013 - 2014) Co-productor i Director Segona unitat.
- “Tocando con los pies en el suelo” (Documental para Unicef 2014)
- “Juan Bautista Nieto, el hiperrelismo mágico” (Documental 2014)
- "Alfredo Roldan, pintor de sombras" (2015 Documental)
- “Juan Bautista Nieto, el hiperrelismo mágico” (Documental 2015)
- "BAT Documents: Best Available Techniques / European Comission" (2016-2017 Documental)
- “DAKAR, el rally más duro del mundo” (2018-2020)
- “Una Luz en la Oscuridad” ( Documental 2021)
- “La Escalera hacia la Fórmula 1” (2022-2023)
- "Los Ojos del Futuro" (Documental 2024)